# Verzeichnis Deutscher Stiftungen
Das Verzeichnis Deutscher Stiftungen ist ein bundesweites Stiftungsregister, das der Bundesverband Deutscher Stiftungen seit 1991 herausgibt. Die Publikation ist das umfangreichste aktuelle Stiftungsregister in Deutschland, basiert jedoch nur auf eigenen Angaben der teilnehmenden Stiftungen. Von staatlicher Seite aus existieren Stiftungsverzeichnisse nur auf Landesebene und nur für die Rechtsform der rechtsfähigen Stiftung bürgerlichen Rechts. Das Verzeichnis Deutscher Stiftungen umfasst in der 9. Auflage rund 26.000 Einträge von Stiftungen aller Rechtsformen in drei Bänden.

## Datenbasis
Das Verzeichnis Deutscher Stiftungen basiert auf einer alle drei Jahre stattfindenden, bundesweiten Vollerhebung des Bundesverbandes Deutscher Stiftungen unter Stiftungen aller Rechtsformen. Die Teilnahme an der Befragung ist freiwillig. Die teilnehmenden Stiftungen entscheiden selbst, ob und welche Angaben im Verzeichnis Deutscher Stiftungen veröffentlicht werden (zum Beispiel Zweck, Sitz, Vermögen, Kontaktmöglichkeit, Aktionsradius).

## Online-Suche
Außer dem Verzeichnis Deutscher Stiftungen betreibt der Bundesverband Deutscher Stiftungen auf derselben Datenbasis eine kostenlose Suchmaschine für Stiftungen im Internet. Diese umfasst rund 10.000 Stiftungen in Deutschland, die eine eigene Webseite haben und der Veröffentlichung zugestimmt haben. Die Veröffentlichung der Daten ist für Stiftungen kostenlos und unabhängig von einer Mitgliedschaft im Bundesverband Deutscher Stiftungen. 